# 武力行使
武力行使（英語: use of force）とは、日本国政府の見解では、基本的には国の物的・人的組織体による国際紛争の一環としての戦闘行為をいう。ただし日本法と国際法ではこの問題に関する枠組みが異なるため、この定義をそのまま国際法に適用することはできない。

## 日本法での扱い
現状の日本国憲法第9条の政府解釈および自衛隊法第88条では、武力の行使の「新三要件」を満たして自衛権を発動する場合（戦時）のみ、自衛隊による武力行使が可能とされている。この場合、自衛隊には内閣総理大臣によって防衛出動が命ぜられ、「国際の法規及び慣例」及び「事態に応じ合理的に必要と判断される限度」の枠内での武力行使が可能となる。
一方、軍隊（自衛隊を含む）以外の法執行機関などによる実力行使は武力の行使とは見做されない。また防衛出動下にない自衛隊でも、一部の状況では「武力の行使」に至らない「武器の使用」（実力行使）を行うことができる。この「武器の使用」とは、一般的に、人を殺傷し物を破壊することを目的とする物を、その本来の用法に従って用いることをいう。防衛出動以外の自衛隊の行動においては、治安出動や海上警備行動など非国家主体を相手とする場合や、正当防衛など自然権的権利に基づき自分の身や武器等を守る場合（自己保存型武器使用）などにおいて、武器の使用が許可されている。

## 国際法での扱い
国際連合憲章2条において、国際紛争の平和的解決原則（3項）とともに武力不行使原則（4項）が定められた。この「武力」（force）とは「軍事力・兵力」のことを指していると解される。
ただし国際法において「武力の行使」の有権的な定義は存在せず、軍隊以外の国家機関（警察など）による実力行使が武力の行使となる可能性が完全に排除されていない点には注意が必要である。逆に軍隊による実力行使であっても、全てが国連憲章2条4項で禁止されている武力行使に該当するわけではないという「些細な敷居」論も唱えられており、その行為の重大性（gravity）と意図（intention）という2つの基準を組み合わせて判断されると主張されている。